# Бранд, Кристоффель
Кристоффель Джозеф Бранд (21 июня 1797 года, Кейптаун — 19 мая 1875 года, Кейптаун) — южноафриканский юрист, политик, государственный деятель и первый спикер парламента Капской колонии.

## Образование
Бранд получил своё первоначальное образование в Кейптауне, с 1815 года учился в Нидерландах в Лейденском университете, а в 1820 году получил докторскую степень по юриспруденции с диссертацией о взаимоотношениях колоний с метрополией. Бранд также получил докторскую степень по литературе.

## Карьера
Бранд вернулся в Южную Африку и в 1821 году начал заниматься юридической практикой в Кейптауне. Он был одним из основателей Zuid-Afrikaansch Athenaeum — первого университета Южной Африки для голландскоязычных студентов, а также одним из первых адвокатов в Верховном суде в 1829 году. Он также был основателем газеты De Zuid-Afrikaan и одним из её редакторов.
Он также был сторонником движения за создание ответственного правительства и в 1872 году стал первым спикером парламента Капской колонии.
Кристоффел был южноафриканским масоном и занимал должность заместителя магистра с 1847 по 1874 год.

## Семья
Кристоффель Бранд был женат на Катарине Фредрике Кюхлер. У них родился один сын — Йоханнес Бранд, который станет 4-м государственным президентом Оранжевого Свободного Государства.